# Torneo Preolímpico Sudamericano Sub-23
El Torneo Preolímpico Sudamericano Sub-23 (en portugués: Torneio Pré-Olímpico Sul-Americano Sub-23), conocido oficialmente como CONMEBOL Preolímpico, es un torneo de selecciones de fútbol para definir los dos equipos de Sudamérica que participan en Juegos Olímpicos, el cual se lleva a cabo desde 1960. En el certamen participan los 10 equipos pertenecientes a la Confederación Sudamericana de Fútbol (Conmebol).
La primera edición se celebró en 1960, en Perú. Tradicionalmente, se han otorgado 2 cupos a Sudamérica para el torneo olímpico y, a excepción de las ediciones de 1976 y 1980, todas las selecciones clasificadas terminaron disputando la cita olímpica.
Tras la edición en 2004, el torneo dejó de disputarse entre 2007 y 2015 debido a que el Campeonato Sudamericano de Fútbol Sub-20 lo reemplazó como método de clasificación para los Juegos Olímpicos (Pekín 2008, Londres 2012, Río de Janeiro 2016). El 14 de agosto de 2018 la Confederación Sudamericana de Fútbol anunció el regreso del torneo para 2020.
Hasta la edición del 2020, han clasificado 8 de las 10 selecciones afiliadas a la Conmebol. Bolivia y Ecuador son las selecciones que no registran participaciones en los Juegos Olímpicos.

## Antecedentes
Anteriormente, las selecciones de la CONMEBOL se clasificaban a los Juegos Olímpicos mediante sus resultados obtenidos en el Campeonato Sudamericano, sólo se utilizó en tres ocasiones (1923, 1927 y 1935). En la primera ocasión se decidió que sólo el campeón clasificaría a los Juegos Olímpicos, en la segunda y en la tercera ocasión sólo el campeón y el subcampeón clasificarían a los Juegos Olímpicos. Sólo tres selecciones clasificaron a los Juegos Olímpicos (Argentina, Perú y Uruguay).
- En el Campeonato Sudamericano 1923, el campeón Uruguay clasificaría a París 1924 en donde sería el campeón.
- En el Campeonato Sudamericano 1927, el campeón Argentina y el subcampeón Uruguay clasificarían a Ámsterdam 1928 en donde ambas selecciones disputarían la final de esos Juegos en donde Uruguay sería el campeón y Argentina sería el subcampeón.
- En el Campeonato Sudamericano 1935, el campeón Uruguay y el subcampeón Argentina clasificarían a Berlín 1936; pero debido a los problemas económicos de ambas selecciones, éstas serían reemplazadas por Perú que se quedó eliminado en los cuartos de final debido a un partido polémico.

En 1960 se creó el Torneo Preolímpico Sudamericano, el cual se disputó ininterrumpidamente hasta 2004, donde tradicionalmente el campeón y el subcampeón clasificaban a los Juegos Olímpicos. Sin embargo, la CONMEBOL decidió que el Campeonato Sudamericano de Fútbol Sub-20 lo reemplazara como método de clasificación olímpica:
- En el Campeonato Sudamericano Sub-20 de 2007, el campeón Brasil y el subcampeón Argentina se clasificaron a los Juegos Olímpicos de Pekín 2008, en donde ambas selecciones obtendrían medalla.
- En el Campeonato Sudamericano Sub-20 de 2011 nuevamente consagraría campeón a Brasil y obtendría el cupo olímpico, sin embargo, en esta ocasión el subcampeón fue Uruguay. Ambos se clasificaron a los Juegos Olímpicos de Londres 2012.
- Para el Campeonato Sudamericano Sub-20 de 2015 se redujo de 2 a 1,5 la cantidad de cupos de CONMEBOL a los Juegos Olímpicos; esto implicaba únicamente el campeón clasificaría de forma directa a los Juegos Olímpicos, mientras que el subcampeón debería disputar un repechaje ante una selección de la Concacaf  para poder clasificar. El campeón y primer clasificado a los Juegos Olímpicos de Río de Janeiro 2016 resultó ser Argentina, mientras que el subcampeón Colombia obtuvo su clasificación tras derrotar en un repechaje a Estados Unidos. Por otro lado, Brasil obtuvo su clasificación automática por ser el país anfitrión de la cita olímpica (en la cual terminaría obteniendo la medalla de oro por primera vez en su historia).

### Invitaciones
Sólo en dos ocasiones se invitaron a selecciones de la CONMEBOL a los Juegos Olímpicos.
- Chile fue invitado a Ámsterdam 1928, en donde sería eliminado en la ronda preliminar.
- Brasil y Chile fueron invitados a Helsinki 1952, en donde Brasil sería eliminado en los cuartos de final y Chile sería eliminado en la ronda preliminar.

## Formato
Todos los encuentros son jugados en la nación anfitriona, y los diez seleccionados nacionales Sub-23 de la Conmebol participan en cada edición (a menos que alguna asociación se retire). Los equipos son separados en dos grupos de cinco donde juegan todos contra todos una sola vez, es decir, cada selección juega cuatro encuentros. Los dos primeros de cada grupo clasifican a una ronda final de cuatro, donde también juegan todos contra todos una sola vez, es decir, cada equipo disputa tres partidos. Los resultados de esta ronda final determinan el campeón y la clasificación sudamericana a la siguiente Torneo Olímpico de Fútbol.
Al contrario de la mayor parte de las competiciones internacionales, en el Campeonato no hay encuentro final, ni partido por el tercer puesto, ni instancias de eliminación directa entre equipos. En caso de empate en cantidad de puntos obtenidos por los equipos en cualquiera de las dos rondas, la clasificación se determina siguiendo el siguiente sistema: 
1. Diferencia de goles.
2. Cantidad de goles marcados.
3. El resultado del o de los partidos disputados entre los equipos empatados.
4. Por sorteo.[2]

## Campeonatos y ediciones
- En cursiva la selección no perteneciente a la CONMEBOL.

| Año           | Sede      | Campeón   | Subcampeón | Tercero   | Cuarto    |
| ------------- | --------- | --------- | ---------- | --------- | --------- |
| 1960 Detalles | Perú      | Argentina | Perú       | Brasil    | México    |
| 1964 Detalles | Perú      | Argentina | Brasil     | Perú      | Colombia  |
| 1968 Detalles | Colombia  | Brasil    | Colombia   | Uruguay   | Paraguay  |
| 1972 Detalles | Colombia  | Brasil    | Colombia   | Argentina | Perú      |
| 1976 Detalles | Brasil    | Brasil    | Uruguay    | Argentina | Colombia  |
| 1980 Detalles | Colombia  | Argentina | Colombia   | Perú      | Venezuela |
| 1984 Detalles | Ecuador   | Brasil    | Chile      | Paraguay  | Ecuador   |
| 1988 Detalles | Bolivia   | Brasil    | Argentina  | Bolivia   | Colombia  |
| 1992 Detalles | Paraguay  | Paraguay  | Colombia   | Uruguay   | Ecuador   |
| 1996 Detalles | Argentina | Brasil    | Argentina  | Uruguay   | Venezuela |
| 2000 Detalles | Brasil    | Brasil    | Chile      | Argentina | Uruguay   |
| 2004 Detalles | Chile     | Argentina | Paraguay   | Brasil    | Chile     |
| 2020 Detalles | Colombia  | Argentina | Brasil     | Uruguay   | Colombia  |
| 2024 Detalles | Venezuela | Paraguay  | Argentina  | Brasil    | Venezuela |

## Clasificados por edición
| Edición                     | Clasificados                      | Vía de clasificación |
| --------------------------- | --------------------------------- | --- |
| París 1900 Detalle          | —                                 | No hubo participación sudamericana |
| San Luis 1904 Detalle       | —                                 | No hubo participación sudamericana |
| Londres 1908 Detalle        | —                                 | No hubo participación sudamericana |
| Estocolmo 1912 Detalle      | —                                 | No hubo participación sudamericana |
| Amberes 1920 Detalle        | —                                 | No hubo participación sudamericana |
| París 1924 Detalle          | Uruguay                           | Campeón del Campeonato Sudamericano 1923 |
| Ámsterdam 1928 Detalle      | Argentina Uruguay Chile           | Campeón del Campeonato Sudamericano 1927 Subcampeón del Campeonato Sudamericano 1927 Invitado |
| Los Ángeles 1932            | —                                 | No hubo torneo de fútbol |
| Berlín 1936 Detalle         | Uruguay Argentina Perú            | Campeón del Campeonato Sudamericano 1935, pero se retiró debido a problemas económicos Subcampeón del Campeonato Sudamericano 1935, pero se retiró debido a problemas económicos Reemplazante del campeón ( Uruguay) y del subcampeón ( Argentina) del Campeonato Sudamericano 1935 |
| Londres 1948 Detalle        | —                                 | No hubo participación sudamericana |
| Helsinki 1952 Detalle       | Brasil Chile                      | Invitado |
| Melbourne 1956 Detalle      | —                                 | No hubo participación sudamericana |
| Roma 1960 Detalle           | Argentina Perú Brasil             | Campeón del Torneo Preolímpico de las Américas de 1960 Subcampeón del Torneo Preolímpico de las Américas de 1960 Tercer lugar del Torneo Preolímpico de las Américas de 1960 |
| Tokio 1964 Detalle          | Argentina Brasil                  | Campeón del Torneo Preolímpico Sudamericano de 1964 Subcampeón del Torneo Preolímpico Sudamericano de 1964 |
| México 1968 Detalle         | Brasil Colombia                   | Campeón del Torneo Preolímpico Sudamericano de 1968 Subcampeón del Torneo Preolímpico Sudamericano de 1968 |
| Múnich 1972 Detalle         | Brasil Colombia                   | Campeón del Torneo Preolímpico Sudamericano de 1972 Subcampeón del Torneo Preolímpico Sudamericano de 1972 |
| Montreal 1976 Detalle       | Brasil Uruguay Argentina          | Campeón del Torneo Preolímpico Sudamericano de 1976 Subcampeón del Torneo Preolímpico Sudamericano de 1976, pero declinó su participación Tercero y reemplazante del subcampeón ( Uruguay) del Torneo Preolímpico Sudamericano de 1976, pero declinó su participación |
| Moscú 1980 Detalle          | Argentina Colombia Perú Venezuela | Campeón del Torneo Preolímpico Sudamericano de 1980, pero se retiró por motivos políticos Subcampeón y reemplazante del campeón ( Argentina) del Torneo Preolímpico Sudamericano de 1980 Tercer lugar del Torneo Preolímpico Sudamericano de 1980, pero se retiró por motivos políticos Cuarto lugar y reemplazante del tercer lugar ( Perú) del Torneo Preolímpico Sudamericano de 1980 |
| Los Ángeles 1984 Detalle    | Brasil Chile                      | Campeón del Torneo Preolímpico Sudamericano de 1984 Subcampeón del Torneo Preolímpico Sudamericano de 1984 |
| Seúl 1988 Detalle           | Brasil Argentina                  | Campeón del Torneo Preolímpico Sudamericano de 1988 Subcampeón del Torneo Preolímpico Sudamericano de 1988 |
| Barcelona 1992 Detalle      | Paraguay Colombia                 | Campeón del Torneo Preolímpico Sudamericano Sub-23 de 1992 Subcampeón del Torneo Preolímpico Sudamericano Sub-23 de 1992 |
| Atlanta 1996 Detalle        | Brasil Argentina                  | Campeón del Torneo Preolímpico Sudamericano Sub-23 de 1996 Subcampeón del Torneo Preolímpico Sudamericano Sub-23 de 1996 |
| Sídney 2000 Detalle         | Brasil Chile                      | Campeón del Torneo Preolímpico Sudamericano Sub-23 de 2000 Subcampeón del Torneo Preolímpico Sudamericano Sub-23 de 2000 |
| Atenas 2004 Detalle         | Argentina Paraguay                | Campeón del Torneo Preolímpico Sudamericano Sub-23 de 2004 Subcampeón del Torneo Preolímpico Sudamericano Sub-23 de 2004 |
| Pekín 2008 Detalle          | Brasil Argentina                  | Campeón del Campeonato Sudamericano de Fútbol Sub-20 de 2007 Subcampeón del Campeonato Sudamericano de Fútbol Sub-20 de 2007 |
| Londres 2012 Detalle        | Brasil Uruguay                    | Campeón del Campeonato Sudamericano de Fútbol Sub-20 de 2011 Subcampeón del Campeonato Sudamericano de Fútbol Sub-20 de 2011 |
| Río de Janeiro 2016 Detalle | Brasil Argentina Colombia         | Anfitrión Campeón del Campeonato Sudamericano de Fútbol Sub-20 de 2015 Ganador del Repechaje CONCACAF/CONMEBOL |
| Tokio 2020 Detalle          | Argentina Brasil                  | Campeón del Torneo Preolímpico Sudamericano Sub-23 de 2020 Subcampeón del Torneo Preolímpico Sudamericano Sub-23 de 2020 |
| París 2024 Detalle          | Paraguay Argentina                | Campeón del Torneo Preolímpico Sudamericano Sub-23 de 2024 Subcampeón del Torneo Preolímpico Sudamericano Sub-23 de 2024 |

## Palmarés
| Núm. | País      | Oro | Plata | Bronce | Total |
| ---- | --------- | --- | ----- | ------ | ----- |
| 1.º  | Brasil    | 7   | 2     | 3      | 12    |
| 2.º  | Argentina | 5   | 3     | 3      | 11    |
| 3.º  | Paraguay  | 2   | 1     | 1      | 4     |
| 4.º  | Colombia  | 0   | 4     | 0      | 4     |
| 5.º  | Chile     | 0   | 2     | 0      | 2     |
| 6.º  | Uruguay   | 0   | 1     | 4      | 5     |
| 7.º  | Perú      | 0   | 1     | 2      | 3     |
| 8.º  | Bolivia   | 0   | 0     | 1      | 1     |
| 9.º  | Venezuela | 0   | 0     | 0      | 0     |
| 10.º | Ecuador   | 0   | 0     | 0      | 0     |

## Selecciones de Conmebol participantes en el Torneo Olímpico de Fútbol
| País      | Part. | Torneo Olímpico de Fútbol                                                                         |
| --------- | ----- | ------------------------------------------------------------------------------------------------- |
| Brasil    | 14    | 1952,N.3 1960, 1964, 1968, 1972, 1976, 1984, 1988, 1996, 2000, 2008,N.1 2012,N.1 2016,N.4 y 2020. |
| Argentina | 10    | 1928,N.3 1960, 1964, 1988, 1996, 2004, 2008,N.1 2016,N.1 2020 y 2024.                             |
| Colombia  | 5     | 1968, 1972, 1980, 1992 y 2016.N.1                                                                 |
| Chile     | 4     | 1928,N.3 1952,N.3 1984 y 2000.                                                                    |
| Uruguay   | 3     | 1924,N.3 1928,N.3 y 2012.N.1                                                                      |
| Paraguay  | 3     | 1992, 2004 y 2024                                                                                 |
| Perú      | 2     | 1936,N.3 y 1960.                                                                                  |
| Venezuela | 1     | 1980.N.2                                                                                          |
| Bolivia   | 0     |                                                                                                   |
| Ecuador   | 0     |                                                                                                   |

En negrita: Medalla de oro en los juegos olímpicos de esa edición.
No hubo participación sudamericana en las ediciones de: 1908, 1912, 1920, 1948 y 1956.
Nota 1: El Preolímpico Sudamericano no se disputó entre 2007 y 2015, debido a que lo reemplazó el Campeonato Sudamericano Sub-20 como método de clasificación para los Juegos Olímpicos. Dicho campeonato otorgaba dos plazas a la competencia olímpica.
Nota 2: Clasificado en calidad de invitado.
Nota 3: Clasificado antes de la creación del Torneo Preolímpico Sudamericano .
Nota 4: Clasificado en calidad de anfitrión.

## Mejores participaciones de selecciones de la Conmebol en el Torneo masculino de fútbol en los Juegos Olímpicos
- En cursiva, se indica que el goleador fue uno de los 3 jugadores de mayor edad permitidos a partir de 1992.

| Fútbol en los Juegos Olímpicos | Fútbol en los Juegos Olímpicos | Fútbol en los Juegos Olímpicos | Fútbol en los Juegos Olímpicos | Fútbol en los Juegos Olímpicos                                                                        | Fútbol en los Juegos Olímpicos |
| Año                            | Equipos Conmebol participantes | Mejor posicionado              | Puesto                         | Máximo goleador Conmebol                                                                              | Goles                          |
| ------------------------------ | ------------------------------ | ------------------------------ | ------------------------------ | --- | ------------------------------ |
| París 1924                     | 1                              | Uruguay                        | 1.º                            | Pedro Petrone                                                                                         | 7                              |
| Ámsterdam 1928                 | 3                              | Uruguay                        | 1.º                            | Domingo Tarasconi                                                                                     | 11                             |
| Berlín 1936                    | 1                              | Perú                           | 5.º                            | Lolo Fernández                                                                                        | 6                              |
| Helsinki 1952                  | 2                              | Brasil                         | 6.º                            | Larry                                                                                                 | 4                              |
| Roma 1960                      | 3                              | Brasil                         | 6.º                            | Gerson Juan Carlos Oleniak                                                                            | 4                              |
| Tokio 1964                     | 2                              | Brasil                         | 9.º                            | Roberto                                                                                               | 4                              |
| México 1968                    | 2                              | Colombia                       | 10.º                           | Fernando Ferreti                                                                                      | 2                              |
| Múnich 1972                    | 2                              | Colombia                       | 11.º                           | Jaime Morón Dirceu                                                                                    | 2                              |
| Montreal 1976                  | 1                              | Brasil                         | 4.º                            | Jarbas                                                                                                | 2                              |
| Moscú 1980                     | 2                              | Colombia                       | 11.º                           | Iker Zubizarreta                                                                                      | 2                              |
| Los Ángeles 1984               | 2                              | Brasil                         | 2.º                            | Gilmar Popoca                                                                                         | 4                              |
| Seúl 1988                      | 2                              | Brasil                         | 2.º                            | Romário                                                                                               | 7                              |
| Barcelona 1992                 | 2                              | Paraguay                       | 7.º                            | Hernán Gaviria                                                                                        | 2                              |
| Atlanta 1996                   | 2                              | Argentina                      | 2.º                            | Hernán Crespo Bebeto                                                                                  | 6                              |
| Sídney 2000                    | 2                              | Chile                          | 3.º                            | Iván Zamorano                                                                                         | 6                              |
| Atenas 2004                    | 2                              | Argentina                      | 1.º                            | Carlos Tévez                                                                                          | 8                              |
| Pekín 2008                     | 2                              | Argentina                      | 1.º                            | Ángel Di María Ezequiel Lavezzi Lionel Messi Kun Agüero Diego Jô Rafael Sóbis Ronaldinho Thiago Neves | 2                              |
| Londres 2012                   | 2                              | Brasil                         | 2.º                            | Leandro Damião                                                                                        | 6                              |
| Río de Janeiro 2016            | 3                              | Brasil                         | 1.º                            | Neymar                                                                                                | 4                              |
| Tokio 2020                     | 2                              | Brasil                         | 1.º                            | Richarlison                                                                                           | 5                              |
| París 2024                     | 2                              | Paraguay                       | 6.º                            | Marcelo Fernández                                                                                     | 3                              |